# Ковалівська сільська рада (Драбівський район)
Ковалі́вська сільська́ ра́да — адміністративно-територіальна одиниця та орган місцевого самоврядування у Золотоніського району Черкаської області. Адміністративний центр — село Ковалівка.

## Загальні відомості
- Населення ради: 972 особи (станом на 2001 рік)

## Населені пункти
Сільській раді були підпорядковані населені пункти:
- с. Ковалівка
- с. Гречанівка

## Склад ради
Рада складалася з 12 депутатів та голови.
- Голова ради: Черниш Андрій Іванович
- Секретар ради: Зуєнко Лариса Іванівна

### Керівний склад попередніх скликань
| Прізвище, ім'я, по батькові | Основні відомості                                                 | Дата обрання | Дата звільнення |
| --------------------------- | ----------------------------------------------------------------- | ------------ | --------------- |
| Черниш Андрій Іванович      | Сільський голова, 1968 року народження, освіта вища               | 26.03.2006   | 31.10.2010      |
| Черниш Андрій Іванович      | Сільський голова, 1968 року народження, освіта вища, безпартійний | 31.10.2010   |                 |

Примітка: таблиця складена за даними сайту Верховної Ради України

### Депутати
За результатами місцевих виборів 2010 року депутатами ради стали:

#### За суб'єктами висування
| Суб'єкт висування                                       | Кількість обраних депутатів | %   |
| ------------------------------------------------------- | --------------------------- | --- |
| Самовисування                                           | 9                           | 75  |
| Політична партія Всеукраїнське об'єднання «Батьківщина» | 1                           | 8,3 |
| Політична партія «Наша Україна»                         | 1                           | 8,3 |
| Соціалістична партія України                            | 1                           | 8,3 |

#### За округами
| № округу                                                | Прізвище, ім'я, по батькові        | Дата визнання обраним | Освіта             | Партійна приналежність                        | Відомості про обраного депутата                              |
| ------------------------------------------------------- | ---------------------------------- | --------------------- | ------------------ | --------------------------------------------- | ------------------------------------------------------------ |
| Політична партія Всеукраїнське об'єднання «Батьківщина» |                                    |                       |                    |                                               |                                                              |
| 1                                                       | Зуєнко Лариса Іванівна             | 02.11.2010            | вища               | член Всеукраїнського об'єднання «Батьківщина» | Ковалівська с/рада, секретар                                 |
| Політична партія «Наша Україна»                         |                                    |                       |                    |                                               |                                                              |
| 8                                                       | Куделя Наталія Олександрівна       | 02.11.2010            | середня            | позапартійна                                  | магазин п/п Грицай, продавець                                |
| Соціалістична партія України                            |                                    |                       |                    |                                               |                                                              |
| 3                                                       | Брусенко Микола Іванович           | 02.11.2010            | середня            | член Соціалістичної партії України            | Ковалівський НВК, кочегар                                    |
| Самовисування                                           |                                    |                       |                    |                                               |                                                              |
| 2                                                       | Собко Віктор Іванович              | 02.11.2010            | вища               | член Партії регіонів                          | ТОВ «Зерносервіс», машиніст насіннєочисних машин             |
| 4                                                       | Степаненко Раїса Миколаївна        | 02.11.2010            | вища               | позапартійна                                  | Ковалівський НВК, вчитель                                    |
| 5                                                       | Снісаревський Микола Володимирович | 02.11.2010            | середня            | член Партії регіонів                          | ТОВ «Зерносервіс», водій                                     |
| 6                                                       | Величко Ніна Іанівна               | 02.11.2010            | середня            | член Партії регіонів                          | Ковалівський НВК, повар                                      |
| 7                                                       | Литвиненко Світлана Олексіївна     | 02.11.2010            | вища               | член Партії регіонів                          | Ковалівський НВК, директор                                   |
| 9                                                       | Коршак Софія Іванівна              | 02.11.2010            | середня спеціальна | член Партії регіонів                          | Ковалівський фельдшерсько-акушерський пункт, завідувачка ФАП |
| 10                                                      | Придибайло Любов Василівна         | 02.11.2010            | середня спеціальна | член Партії регіонів                          | Ковалівський ВПЗ, листоноша                                  |
| 11                                                      | Криволап Юрій Анатолійович         | 02.11.2010            | середня            | позапартійний                                 | тимчасово не працює                                          |
| 12                                                      | Онанченко Світлана Іванівна        | 02.11.2010            | середня            | член Партії регіонів                          | ТОВ Зерносервіс, завідувачка зерноскладу                     |